# McGregor-Gletscher
Der McGregor-Gletscher ist ein 22 km langer und 6 km breiter Gletscher im Transantarktischen Gebirge. Er fließt von den südwestlichen Hängen der Prince Olav Mountains in westlicher Richtung zum Shackleton-Gletscher, den er unmittelbar nördlich der Cumulus Hills erreicht.
Die Südgruppe einer von 1961 bis 1962 durchgeführten Kampagne der New Zealand Geological Survey Antarctic Expedition benannte ihn nach Victor Raymond McGregor (1940–2000), Geologe dieser Mannschaft.